# Jan Olsson (fotbollstränare)
Jan Olsson  är en svensk fotbollstränare.
Olsson var assisterande tränare i fotbollslaget Ljungskile SK mellan 2005 och 2008. Han har dessförinnan varit aktiv som tränare i Stenungsunds IF:s juniorlag  och som spelare i bland annat IF Elfsborg och Norrby IF. Under 2010 var han tränare i division 4-klubben Henåns IF.